# 逃离 (短篇小说集)
《逃离》（英語：Runaway），是加拿大英语小说家、2013年诺贝尔文学奖得主爱丽丝·门罗的短篇小说集。
该短篇小说集荣获“布克国际奖”、“吉勒奖”、“《纽约时报》年度图书”、“法国《读书》杂志年度最佳外国小说”。

## 写作和出版
2004年，《逃离》写完和发表。

## 内容
《逃离》主要讲述加拿大各城镇上居住的女人的感情故事。
《逃离》：卡拉无法忍受丈夫克拉克的火爆脾气，克拉克是个肌肉发达的马术学校老师。她的宠物，小羊弗洛拉一天突然不见了。邻居贾米森先生去世了，他是一个诗人，卡拉一直对丈夫说他对自己有意思，甚至还试图非礼。贾米森太太西尔维亚是个老师，她一直对卡拉有一种特殊的感觉。卡拉与丈夫闹别扭后去找西尔维亚哭诉，说自己要离家出走。西尔维亚让卡拉去找自己城里的朋友鲁思。可是坐在大巴车上，卡拉突然改了主意。她回到了丈夫身边，弗洛拉也回来了。西尔维亚搬到了大学城，她给卡拉寄去信件，卡拉却把信烧了。:1-48
《机缘》、《匆匆》、《沉寂》：朱丽叶本是托伦斯学校的一名老师，有古典文学的学士和硕士学位，她完全出于兴趣选择了自己的专业。她高挑白皙，很招人喜欢。可是沉闷的生活让她难耐，一天她搭上火车出走了。火车上遇到了几个男人，包括捕虾人埃里克，他比朱丽叶大十多岁。埃里克的妻子安出了车祸，一直瘫痪。朱丽叶和埃里克共进晚餐，一起看星星。当她去埃里克的住处找他时，碰上了来帮手的另一个女人艾罗，颇不愉快。安死了。埃里克原来有许多女人，其中一个——克里斯塔将成为朱丽叶长期的密友。:49-90
朱丽叶带着和埃里克的女儿佩内洛普去看自己的父母——山姆和萨拉。家里多了一个年轻女人艾琳，她是来帮手的，年纪轻轻就死了丈夫。山姆在教书育人三十年后突然辞职成了菜农，萨拉对他产生了隔阂。他对艾琳却又一种奇怪的情愫，认为她恢复了自己对女人的信心。一天下午牧师唐恩来访，与朱丽叶发生了争吵。朱丽叶是个无神论者，并希望佩内洛普在非宗教的环境里长大。多年以后萨拉去世，山姆再婚了，找了一个教师同行。艾琳也再婚了。:91-134
佩内洛普小时候一直很听话，可到了20岁的时候却突然不告而别。朱丽叶去丹曼岛找她，教会人士琼安告诉她佩内洛普不在，并说朱丽叶长期忽略了女儿的性灵。佩内洛普以前只是以寄生日卡的方式与母亲联系，她13岁时就学会和男生出去野营了。朱丽叶后来知道埃里克在与她在一起后仍有其他女人，一直耿耿于怀。而埃里克在一个暴风雨之夜出海捕鱼遇难了。佩内洛普对此毫不上心。终于她也不再给母亲寄卡片了。朱丽叶有了新男友，并继续读书。她老友的孩子希瑟有一次在埃德蒙顿见到了佩内洛普。她已经变得让人认不出了，并有了五个孩子。:135-170
《激情》：特拉弗斯先生和太太有三个年龄悬殊的儿女，大儿子尼尔是特拉弗斯太太和前夫生的。女儿格蕾琴也有几个孩子了。小儿子莫里刚刚快大学毕业，认识了旅馆招待格雷斯。他带她看电影、吃饭，并向她求了婚。格雷斯爱读书，很得特拉弗斯太太的喜欢。特拉弗斯太太病了一场，出院后要在感恩节于湖边别墅举办聚会，让莫里去买罐头。格雷斯的脚被格雷琴女儿达娜捡来的蛤壳划破了，尼尔送她去医院医治。之后，他们继续西行出游，酗酒的尼尔喝得酩酊大醉，睡了好长时间。刚在尼尔指导下学车的格雷斯驾车回来。拥抱了格雷斯后，尼尔走了，之后他出了车祸。格雷斯告诉莫里她是当时是自愿和尼尔在一起的。特拉弗斯先生给了她一张一千元支票。:171-210
《侵犯》：艾琳的女儿劳琳一次收到咖啡厅女服务员德尔芬给她的一条金链子，上面刻有劳琳的名字。德尔芬说这是劳琳掉的，但实际上却是想借这个方法接近她。之前父亲哈里告诉劳琳一个秘密，艾琳在怀她的时候本来已经有一个女儿了，但有一次开车出去的时候不小心把那个女娃娃摔死了。他们一直保存着女婴的骨灰。德尔芬告诉劳琳，她实际上是抱养的孩子。劳琳回去找父母对质，结果遭到严词否认。但德尔芬的说法一直对劳琳很有吸引力，她生病了，哈里夫妇也开始不和。最后他们说出了真相：其实之前摔死的那个女孩才是领养的，女孩的母亲就是德尔芬，德尔芬误认为劳琳是她的亲生女儿。最后，他们与德尔芬一起，把女婴的骨灰撒在了雪地里。:211-250
《播弄》：若冰是个孤独的女孩，多年来与姐姐乔安妮相依为命。若冰每年夏天都要专门到加拿大东南部的斯特拉特福去看一出莎士比亚的戏剧，一次她去看《安东尼与克莉奥佩特拉》，把手包落在了洗手间。她返去找手包未果，路上遇到了来自黑山的男子丹尼诺·阿德齐克，她去了他的店铺，一起吃饭、听音乐、聊天。他愿意资助若冰返程火车的费用，送她到车站。二人约定第二年六月在那间店铺重聚，之后就吻别了。第二年若冰守约赶来，看到阿德齐克正在工作，可他认不出她，还冲她关上大门。若冰收到了伤害。多年以后，乔安妮也去世了18年，在精神病院做护士的若冰偶然发现了一个叫亚历山大·阿德齐克的病人，原来他是已去世的丹尼诺的双胞胎兄弟。若冰第二次见到的就是他，她遭到了命运的捉弄。:25-286
《法力》：南希是个喜欢文学、爱恶作剧的女孩，她试图改造家庭，却没有成效。在诊所工作的威尔夫参加过南希的读书俱乐部，他曾向南希的密友金尼求过婚，后来又向南希求婚了。婚礼的南傧相是威尔夫的表弟奥利，搬过来住了一阵，他更得南希父亲的喜欢，父亲觉得他更能干。一个周末南希带奥利去见她的一个老友泰莎，她平时在屋里干炼黄油之类的活儿，但也能帮镇民解决一些别的问题。据说她有超能力，比如能够迅速发现别人发现不了的尸体。奥利对泰莎很感兴趣，他写关于她的文章，还拿她做实验。几十年后，南希在密歇根的一家精神病院见到了已经白头、发胖的泰莎。南希感慨，自己那已经脑子不好使的丈夫才真正应该住在那儿。泰莎告诉她奥利死了。可是数年以后，年近七旬的南希又在温哥华街头见到了奥利。奥利向她讲述了这些年发生的事，包括他怎样带泰莎到处表演她的通灵能力、请医生调查她、以及她最后的死。奥利和南希有机会在一起，可他说：“不了”。这篇小说是以日记体开场，但大部分为第三人称叙述，也穿插了书信。:287-356

## 主题和风格
该短篇小说集短小精悍、语言凝练。
《逃离》寓意“旧的结束，新的开始”。

## 评价
- 吉勒奖颁奖词：“故事令人难忘，语言精确而独到，朴实而优美，读完令人回味无穷。”[1]
- 《纽约时报》：“被中断的人生、岁月的痕迹、生命的残酷……她（指爱丽丝·门罗）达到了无与伦比的高度。”[1]
- 《波士顿环球报》：“超越蕾秋·乔伊斯（英語：Rachel Joyce），力压契诃夫，各个故事都是一个充实的人生。”[1]

## 译著
简体中文版本已经由翻译家李文俊翻译。